# Magnus Silfvenius
Dan-Magnus Jonatan Silfvenius Öhman, född 3 september 1974 i Stockholm, är en svensk tidigare programledare på Finlands Rundradio (YLE), i Helsingfors.

## Utbildning och karriär
Han växte upp i Stockholm, studerade data- och systemvetenskap på universitetet i mitten av 90-talet och arbetade under flera år som utvecklare/konsult på IT-företaget WM-data, varefter han omskolade sig till radioredaktör på Kalix folkhögskola.

### Programledare
Från januari 2006 till december 2009 arbetade han som programledare tillsammans med Peter "Petski" Westerholm, Carina Bruun och producenten Johan Lindroos för Radio X3Ms, YLEs, morgonprogram A-laget.
Efter A-laget blev han och Peter Westerholm programledare för tv-programmet "Magnus och Petski på TV - Hur svårt kan det vara?". Programmet producerades av radio X3M men sänds på den finlandssvenska tv-kanalen Yle Fem.
Silfvenius hade under sin tid på Yle ett datingprogram för pensionärer: Hjärtevänner.

### Podcast
2013 avslutade han sin tv- och radiokarriär i Helsingfors och flyttade, tillsammans med sin familj, till Santa Monica. Idag är han producent och redaktör inom svensk podcasting. Han driver tillsammans med sin fru podden Magnus och Peppes podcast.
Han är gift med Jeanette Öhman, med vilken han har två barn.

## Programledare för Vegas sommarpratare 2022
Magnus Silfvenius utsågs till programledare för Vegas sommarpratare i Yle Vega 2022.